# Szuchy M. Emil
Szuchy Mihály Emil (Csicsóka, 1912. október 6. – Komárom, 2005. december 22.) közíró, műfordító, színházi rendező, muzeológus.

## Élete
Szülei Szuchy Emil görög katolikus kanonok és eperjesi papnevelő teológia tanára és Michalovics Kornélia.
1930-ban az eperjesi szlovák evangélikus gimnáziumban érettségizett. 1932–1935 között a prágai konzervatórium színészi tagozatán tanult. 1936–1939 között a Varsói Színművészeti Intézet rendező szakos ösztöndíjasa, majd a varsói Theater Malickiej rendezője lett. Néhány lengyel filmgyár munkájába is bekapcsolódott. Később Berlinbe ment, ahonnan a háború kitörése után hazatért Magyarországra és a Hunnia Filmgyárban kapott asszisztensi munkakört. 
1941–1942 között az ungvári Ruszin Nemzeti Színház igazgató-főrendezője, majd 1943–1944-ben katonaként a frontszínház tagja és haditudósító volt.
A második világháború után a kolozsvári Erdélyi Magyar Színház rendezője és színésze lett. 1948-tól Medgyesen a Magyar Népi Szövetségnek a titkára. 1951–1953 között a medgyesi Kerületi Múzeum asszisztense, majd 1953 és 1956 között az igazgatója. Székely Zoltánnal közösen kiadványsorozatot indított.
1956. augusztus és 1959 között Pozsonyban a Népművelési Intézet szakelőadója, 1959–1969 között Dunaszerdahelyen az Üzemi Klub vezetője lett. Közben 1957-ben az Ukrán Nemzeti Színház számára is rendez. Ezután 1969-től Komáromban élt, s nyugdíjazásáig, 1979 őszéig előbb a Duna Menti Múzeum szépművészeti osztályát vezette (1975-ig), majd annak munkatársa. 
Segédkezett a Havasi napsütésnél (1941), és társszerzője volt a Zenélő malom című filmnek, amelyet 1943-ban Lázár István rendezett. Közreműködött a hat epizódból álló Szerelmes szívek (1944) című szkeccsfilmhez is.
Színikritikákat és művészportrékat is közölt. 1991-től a Komáromi Lapok főszerkesztő-helyettese volt. Szlovák és orosz színműveket fordított. Írói álnevei és jegyei: Eöry M. Emil; Szy; -eöry-; Eöry; -szem-; -eszme; (szuchy);  szek; Sz. E.; (mil).
A komáromi római katolikus temetőben nyugszik.

## Elismerései
- 1996 Komárom város polgármesterének díja[9]

## Művei
- 1944 Hucul népszokások. Magyar Nemzet 1944/55 (március 8.)
- 1956 Consideraţii istorice asupra teritoriului oraşului Mediaş în Antichitate. Din activitatea ştiinţifică a Muzeului Raional Mediaş 3 (1955-1956), 5-25. (tsz. Crişan, I. H.)
- 1958 Zselízi mérleg. Tánccsoportjaink seregszemléje. Hét 3/29—30, 22.
- 1970 A színjátszás a pedagógia szolgálatában. Szocialista Nevelés
- 1972 Értékes leleteket találtak - A Dunamenti Múzeum régészei folytatják a Rókás-dombi kelta temető feltárását. Új Szó 25/132, 6.
- 1972 Négy békéscsabai képzőművész kiállítása a Dunamenti Múzeumban. Új Szó 25/146, 6.
- 1974 Mirandolina. Új Ifjúság 1971/11.
- 1974 Rákosi Ernő. Irodalmi Szemle 1974/5
- 1974 Sarkadi Imre: Elveszett paradicsom. Irodalmi Szemle 1974/6, 573-574.
- 1974 Kórkép lélekrajzban. Irodalmi Szemle 1974/8, 764-765.
- 1974 Lőrincz Gyula tusrajzai könyv alakban. Népművelés 1974/3, 30.
- 1974 Jókai Mór szülővárosa nagy ünnepre készül. Népművelés 1974/8, 16.
- 1974 Jókai Mór szülővárosa. Népművelés 1974/8, 16—17.
- 1975 Emlékezés Berecz Gyulára. Irodalmi Szemle 1975/4, 353—355.
- 1975 Sors- és korképek Tallós Prohászka Istvánról. Irodalmi Szemle 1975/8.
- 1975 A kelták nyomában. Madách Naptár 1975, 320—322.
- 1976 Gerő Gusztáv művészetéről. Irodalmi Szemle 1976/8.
- 1977 Fábry Zoltán levelei orvosbarátjához. Irodalmi Szemle 1977/7.
- 1977 Szobrok és Ady-portrék Bokros Birman Dezső művészetében. Irodalmi Szemle 1977/9, 820-822.
- 1979 A komáromi képzőművészeti élet és Harmos Károly. Irodalmi Szemle 1979/9.
- 1979 Búcsú Gerő Gusztávtól. Népművelés 1979/12, 19.
- 1980 Jókait álmodta szoborrá (Berecz Gyula). Szabad Földműves 1980/2, 8.
- 1980 Lehár-emlékmű. Új Ifjúság 1980/9, 9.
- 1980 Staudt-Csengeli Mihály életútja. Irodalmi Szemle 1980/3, 267—270.
- 1980 Egy életmű értékei (Staudt-Csengeli Mihály). Új Szó 1980. április 15, 4.
- 1980 Száz éve született Komáromi Kacz Endre. Irodalmi Szemle 1980/6, 567—570.
- 1991 A Thália Színház vendégjátéka. Dunaj-Duna 1991. január 19.
- 1991 "Minden úgy legyen, ahogy megírtam" - Adalékok egy elkallódott örökséghez. Új Szó 44/50, 7 (1991. február 28.)